# Joe Torre
Joseph Paul "Joe" Torre, född den 18 juli 1940 i Brooklyn i delstaten New York, är en amerikansk före detta professionell basebollspelare och -tränare, som för närvarande arbetar för Major League Baseball (MLB) som Executive Vice President for Baseball Operations. Torre var som spelare catcher, förstabasman och tredjebasman, men har skördat större framgångar som tränare. Han är en av de mest framgångsrika tränarna i MLB:s historia och i den egenskapen invald i Hall of Fame.

## Spelarkarriär
Torre debuterade som spelare i MLB som catcher för Milwaukee Braves i National League 1960. Vissa matcher spelade han även som förstabasman. 1965 fick han en Gold Glove Award som den bästa defensiva catchern i National League. 1966 flyttades klubben till Atlanta och bytte namn till Atlanta Braves.
1969 byttes Torre bort till St. Louis Cardinals. Torre fortsatte att främst spela som catcher men bytte position efter ett par säsonger och övergick till att främst spela som tredjebasman. 1971 var hans statistiskt sett bästa säsong med ett slaggenomsnitt på 0,363, 137 inslagna poäng (RBI:s) och 230 hits, samtliga resultat bäst i National League. Han utsågs till National Leagues mest värdefulla spelare (MVP).
1975 byttes Torre bort till New York Mets. Under de första två säsongerna var han i första hand spelare, men hade även vissa tränaruppgifter. 1977 fick Mets tränare sparken efter en svag säsongsinledning och Torre tog över som spelande tränare för Mets. Efter 18 dagar som både spelare och tränare pensionerade han sig som spelare för att satsa på tränarkarriären fullt ut.

## Tränarkarriär
Torre stannade hos Mets fram till 1981. Under perioden var Mets genomgående svaga och förlorade fler matcher än de vann varje enskild säsong och nådde aldrig slutspel.
1982 tog Torre i stället över Atlanta Braves och lyckades föra klubben till en divisionsseger första året. Klubben slogs dock ut i slutspelet innan de nådde World Series. De två efterföljande åren slutade Braves tvåa respektive trea i sin division och missade slutspel.
1985 tog Torres karriär som tränare ett tillfälligt uppehåll. Fram till 1990 var han kommentator för basebollsändningar i TV.
1990 återupptogs tränarkarriären i och med att Torre tog över ännu en av sina gamla klubbar som spelare. Torre kom till St. Louis Cardinals och ersatte Whitey Herzog som tränare. Cardinals nådde aldrig slutspel under Torres tid vid rodret, men var ofta med i toppen av divisionen.

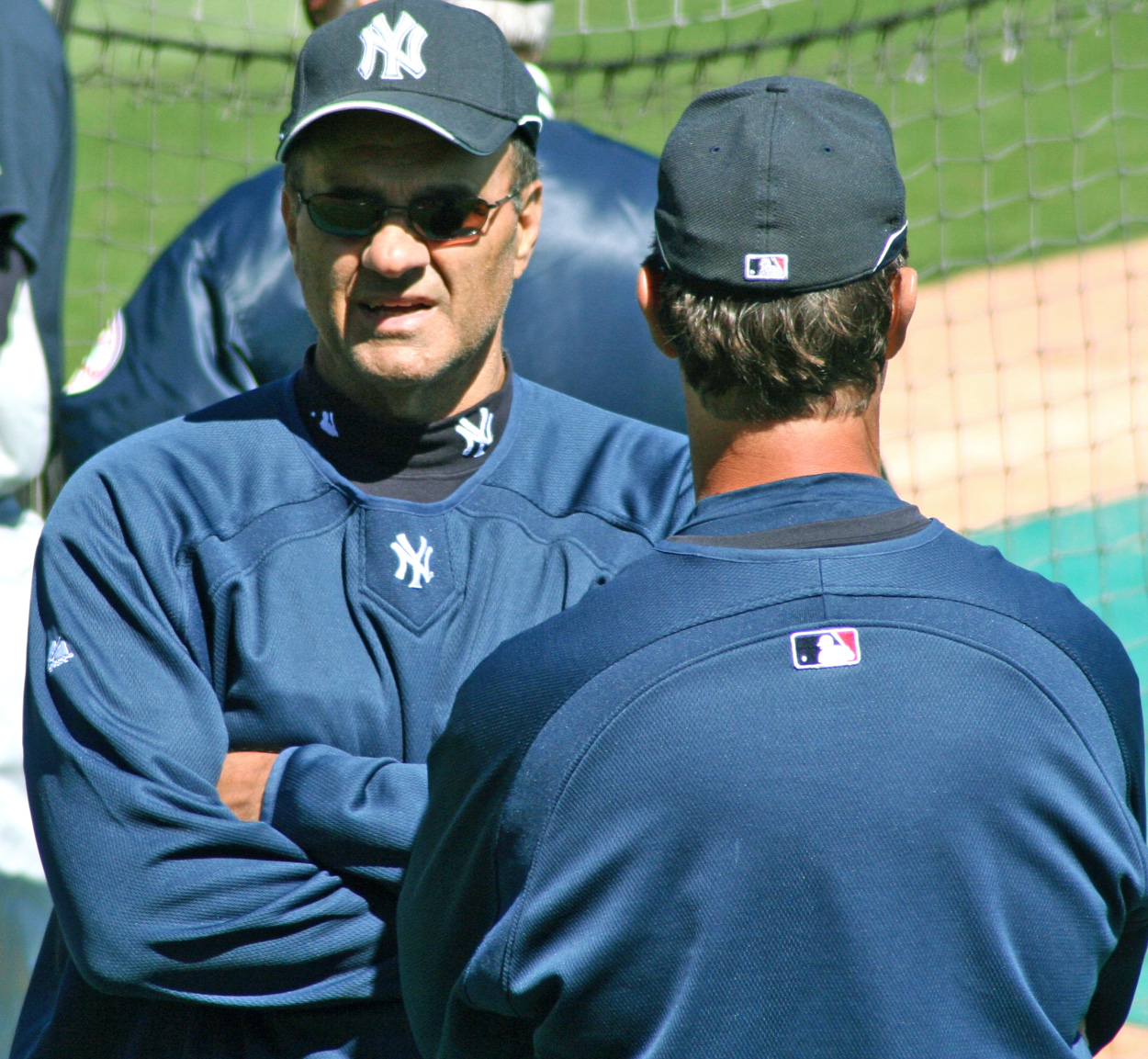
Torre under sin tid som tränare för New York Yankees 2007.

1996 lämnade Torre Cardinals och tog i stället över ledningen för New York Yankees. Han tog därmed sitt första jobb i American League. Yankees var vid tidpunkten känt för att dess tränare väldigt ofta fick sparken av ägaren George Steinbrenner. Torres ankomst ändrade på det. Efter att ha gjort stor succé sitt debutår och lett Yankees till seger i World Series, den första på 15 år, förlängdes hans kontrakt och han kom till slut att stanna tolv säsonger.
Torres tid i Yankees är en av de mest framgångsrika någonsin för en tränare i MLB. Han ledde Yankees till slutspel alla tolv år. Under hans första fem år vann Yankees World Series fyra gånger, 1996, 1998, 1999 och 2000. Yankees nådde även World Series 2001 och 2003 utan att vinna.
2004 kom den kanske största symboliska motgången när Yankees förlorade kampen om att bli American Leagues representant i World Series mot ärkerivalen Boston Red Sox. Yankees ledde matchserien med 3-0 i matcher, men förlorade sensationellt med 3-4. Red Sox fortsatte sedan och vann World Series för första gången sedan 1918. Yankees nådde sedan slutspel även de tre efterföljande åren, men utan att ta sig till World Series.
Efter säsongen 2007 stod det klart att Yankees och Torre inte var överens om en fortsättning. Torre tog i stället över som tränare för Los Angeles Dodgers 2008 och stannade i klubben i tre säsonger. Efter säsongens slut 2010 slutade Torre som tränare och ersattes av Don Mattingly. Under åren i Dodgers var det andra året det bästa då klubben hade bäst resultat i grundserien. Klubben slogs dock ut av Philadelphia Phillies i finalen av National League, National League Championship Series (NLCS).
När Torre avslutade sin tränarkarriär hade han vunnit 2 326 matcher, vilket var femte mest i MLB:s historia.
2013 gjorde Torre ett tillfälligt inhopp som tränare för USA:s lag i landslagsturneringen World Baseball Classic.
I december 2013 offentliggjordes det att Torre tillsammans med två andra stortränare, Tony La Russa och Bobby Cox, enhälligt hade valts in i Hall of Fame. Den officiella ceremonin hölls i juli 2014.
I augusti 2014 pensionerade Yankees Torres tröjnummer 6, så att ingen spelare i klubben i framtiden får bära det tröjnumret.

## Chefskarriär
Sedan 2011 innehar Torre en särskild tjänst som Executive Vice President for Baseball Operations inom MLB på uppdrag av dåvarande kommissarien Bud Selig. Hans arbetsuppgifter omfattar bland annat disciplin- och domarfrågor och han är förbindelselänk mellan kommissarien och MLB-klubbarnas sportchefer och tränare.
Torre hoppade av sin tjänst hos MLB i januari 2012 för att i stället medverka i en grupp investerare som gjorde ett försök att köpa Los Angeles Dodgers. Efter att det i mars 2012 stod klart att den grupp Torre ingick i inte skulle bli den som köpte Dodgers återvände Torre till sin tjänst hos MLB.
I juni 2016 utsågs Torre till sportchef (general manager) för USA:s landslag i World Baseball Classic 2017.